# ADIF 330

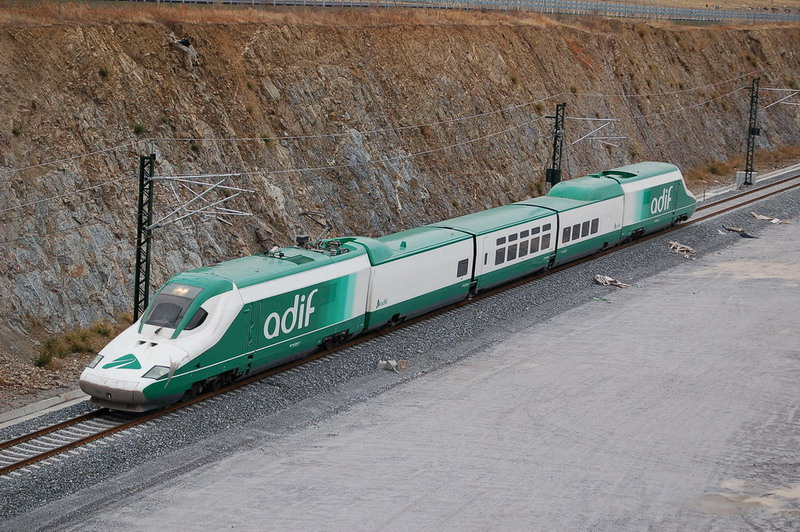
A mérővonat munkában

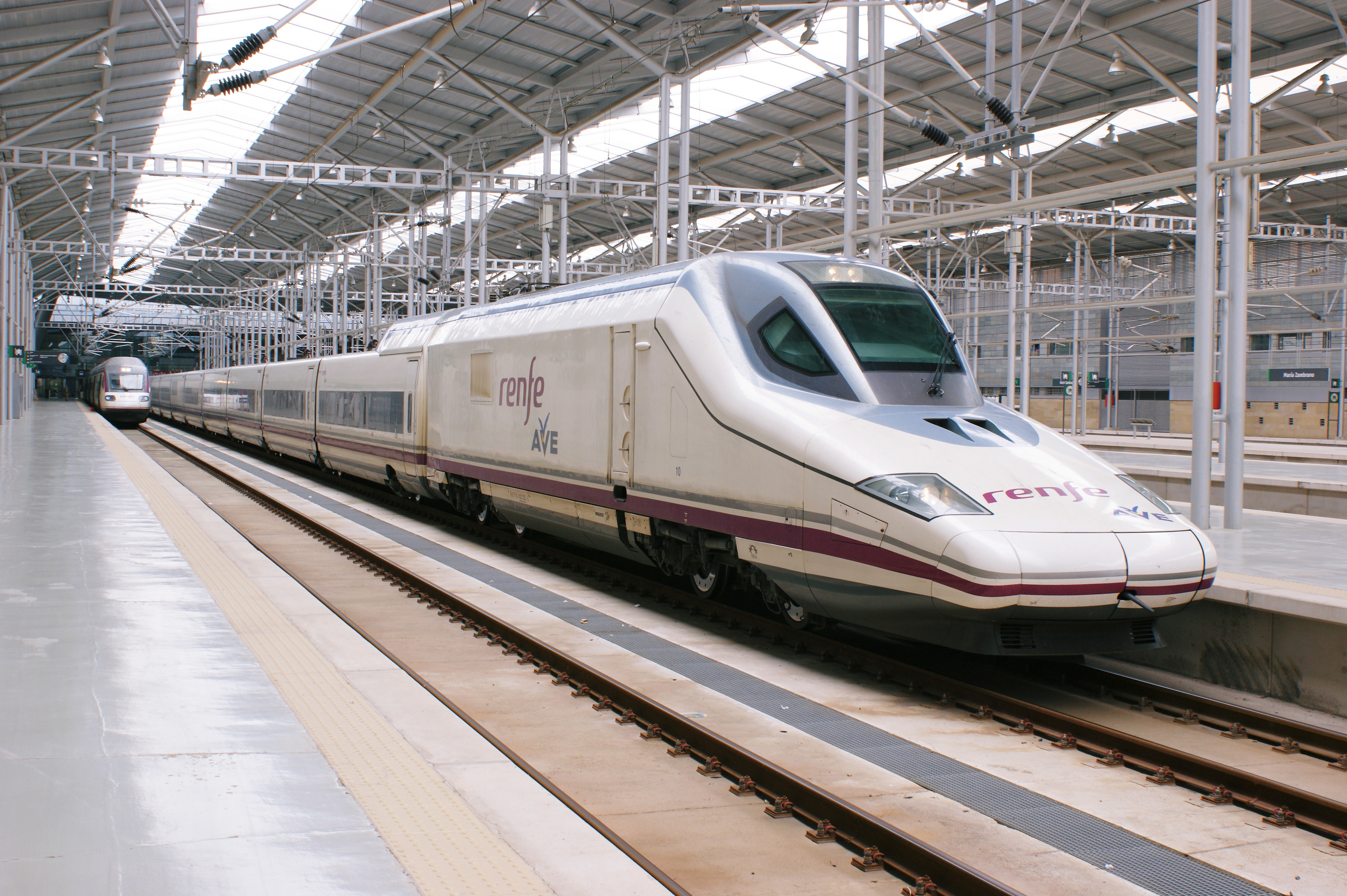
RENFE 102 sorozat, a mérővonat közforgalmú változata

Az ADIF 330 egy normál nyomtávolságú, 25 kV 50 Hz AC áramrendszerű spanyol nagysebességű mérő és ellenőrző motorvonat. A Krauss-Maffei, az Adtranz és a Talgo fejlesztette ki 1998-ban. Az ADIF használja a nagysebességű vasútvonalak ellenőrzéséhez.

## Lásd még
- ICE S – A Deutsche Bahn mérővonata
- SNCF TGV Iris 320 – Az SNCF mérővonata